# 硫代甲酸
硫代甲酸是一种有机硫化合物，化学式CH
2OS，为最简单的硫代羧酸，存在以下两种互变异构：
两者的比例会受溶剂等因素影响。